# Njegovuđa
Njegovuđa (en serbe cyrillique : Његовуђа) est un village du nord-ouest du Monténégro, dans la municipalité de Žabljak.

## Démographie

### Évolution historique de la population
| 1948 | 1953 | 1961 | 1971 | 1981 | 1991 | 2003 |
| ---- | ---- | ---- | ---- | ---- | ---- | ---- |
| 67   | 146  | 210  | 299  | 264  | 288  | 227  |